# Fissistigma rubiginosum
Fissistigma rubiginosum (A.DC.) Merr. – gatunek rośliny z rodziny flaszowcowatych (Annonaceae Juss.). Występuje naturalnie w Indiach (w stanie Asam), Bangladeszu, Mjanmie, Tajlandii, Kambodży, Malezji oraz Indonezji. 

## Morfologia
PokrójZimozielone i zdrewniałe liany. Młode pędy są owłosione.
LiścieMają eliptyczny kształt. Mierzą 18–22 cm długości oraz 6–11 cm szerokości. Są owłosione od spodu. Nasada liścia jest zaokrąglona. Blaszka liściowa jest o tępym lub spiczastym wierzchołku. Ogonek liściowy jest owłosiony i dorasta do 10–15 mm długości.
KwiatySą pojedyncze lub zebrane po 2–5 w wierzchotki, rozwijają się w kątach pędów lub na ich szczytach. Działki kielicha mają trójkątny kształt, są owłosione od wewnętrznej strony i dorastają do 2–3 mm długości. Płatki mają kształt od podłużnego do lancetowatego i różową barwę, osiągają do 25–30 mm długości. Kwiaty mają owłosione słupki o podłużnym kształcie i długości 2 mm.
OwoceZebrane w owoc zbiorowy o kulistym lub podłużnym kształcie. Są owłosione, osadzone na szypułkach. Osiągają 15 mm średnicy.

## Biologia i ekologia
Rośnie w wiecznie zielonych lasach. Kwitnie od listopada do stycznia, natomiast owoce pojawiają się od lipca do sierpnia.